# Ischnopteris festiva
Ischnopteris festiva là một loài bướm đêm trong họ Geometridae.